# 国民会議 (スーダン)
国民会議（こくみんかいぎ、英語: National Congress）は、かつて存在したスーダンの政党で、バシール政権時の与党。イスラム主義を標榜する組織民族イスラーム戦線 (NIF) に対する国際的な非難と、バシールとイスラム原理主義者のハサン・トラービーの権力闘争から、軍政から民政へ移管するという体裁を整えるために1998年に政党に衣替えしたもの。
前身である民族イスラーム戦線時代からのイスラム主義に世俗主義的なものを加えたものとなっており、党政策にはアラブとアフリカの統合推進、対立する「アラブ系」と非アラブ人の融和、包括的な国家開発の促進などを掲げていた。しかし、党の最も重要な使命は国政へのシャリーアの導入など、スーダンのイスラーム化であり、世俗主義者や南部の非アラブ系のアニミストやキリスト教徒の反感を買い、スーダン内戦の原因となった。「アラブ系中心主義」がダルフール紛争の要因であるとされるが、弾圧の対象には「アラブ系」のベジャ会議なども含まれ、また黒人勢力間でも分断工作を行い内戦を複雑化させており、そのため近年は急激なイスラーム化には慎重であった。
2019年にクーデターが発生しバシールが失脚。その後暫定政権により解党を命じられた。
スーダンから分離独立した南スーダンの上院にあたる南スーダン全国州評議会にも議席を有している。